# Stará Lysá
Stará Lysá (en allemand : Alt Lisa) est une commune du district de Nymburk, dans la région de Bohême-Centrale, en République tchèque. Sa population s'élevait à 798 habitants en 2020.

## Géographie
Stará Lysá se trouve à 3,5 km au nord-ouest de Lysá nad Labem, à 18 km à l'ouest-nord-ouest de Nymburk et à 31 km au nord-est de Prague.
La commune est limitée par Předměřice nad Jizerou au nord, par Milovice à l'est, par Lysá nad Labem au sud, et par Sojovice à l'ouest.

## Histoire
La première mention écrite de la localité date de 1052.

## Administration
La commune se compose de deux quartiers :
- Čihadla
- Stará Lysá

## Transports
Par la route, Stará Lysá se trouve à 4,3 km de Lysá nad Labem, à 20 km de Nymburk et à 41 km de Prague.